# Nieborów
Nieborów is een dorp in het Poolse woiwodschap Łódź, in het district Łowicki. De plaats maakt deel uit van de gemeente Nieborów en telt 900 inwoners.

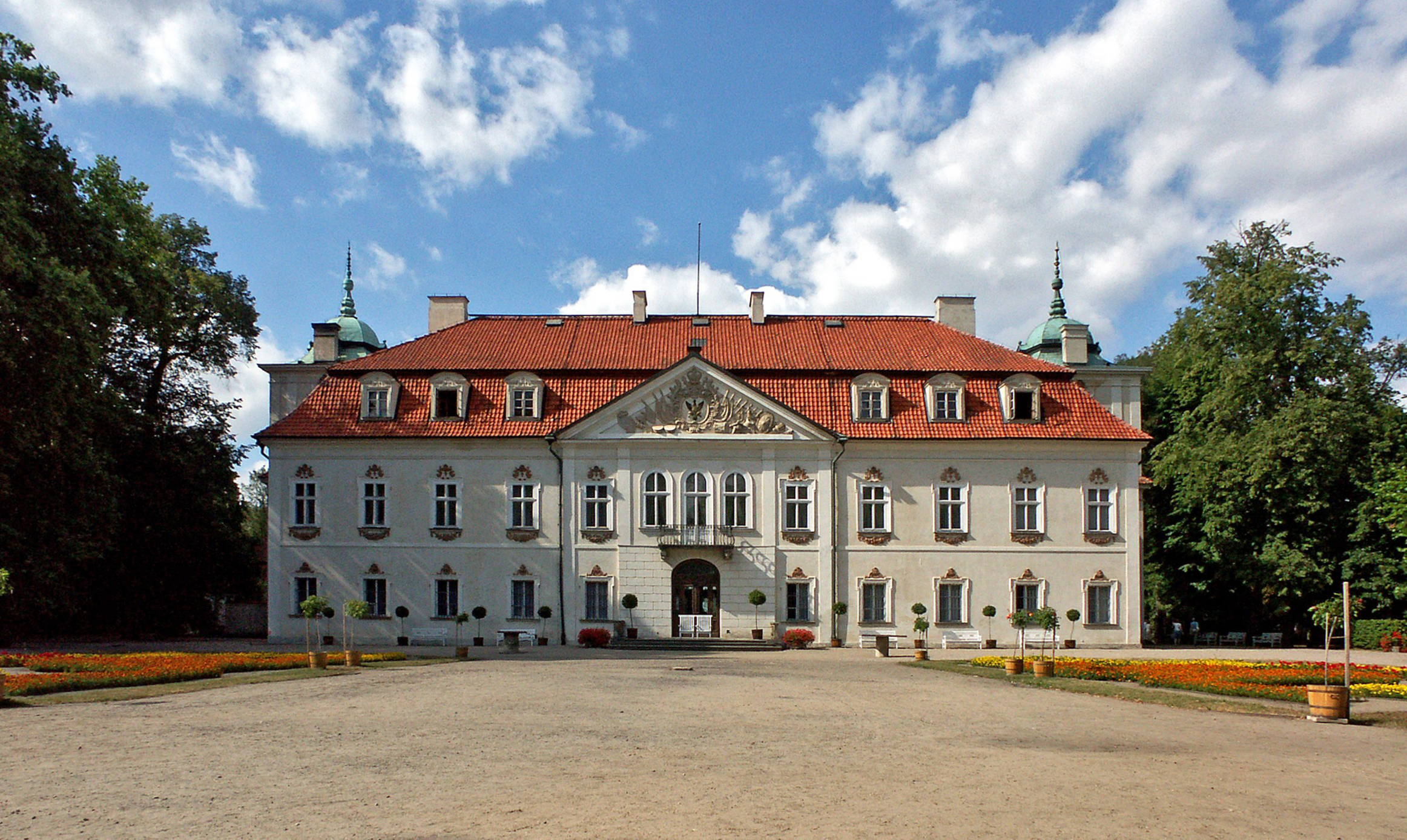
Slot Nieborów